# 龍運巴士A30線
龍運巴士A30線是香港一條機場巴士路線，由龍運巴士有限公司營辦，於2023年6月25日起投入服務，來往梨木樹至機場（地面運輸中心），途經石籬邨、安蔭邨、石蔭邨、葵興及葵芳，並取道荃灣路、青衣北岸公路、青嶼幹線及北大嶼山公路往返港珠澳大橋香港口岸及香港國際機場，全程收費為$19.8。A30線設下通宵班次NA30，來往梨木樹及港珠澳大橋香港口岸，於市區的走線及停靠站位均與該線相同，全程收費為$34.6。

## 歷史
過往梨木樹邨及北葵涌沒有直達香港國際機場的巴士服務，居民需透過轉乘才能往返兩地，區議員一直希望於該帶增設機場巴士服務。
因此，龍運巴士及運輸署在《2020－2021年度巴士路線計劃》中，建議開辦一條全新機場巴士路線，編號為A30，來往葵涌（石籬）機場（地面運輸中心），均途經安蔭、石蔭、梨木樹、葵興、葵芳及港珠澳大橋香港口岸，同時設下深宵班次NA30線經國泰城及機場客運大樓往返港珠澳大橋香港口岸，兩線於石籬總站設於石排街北行近石籬邨石安樓，並配合A32及NA32線同時改經大窩口和青衣市中心一帶往返機場。不過，由於計劃同時建議減少A32、E32及NA32線班次，葵青區議員對此尤為反對，並提出動議要求維持相關路線原有班次並獲得通過，惟當局認為方案可增加葵青區機場巴士路線的整體班次，故擬於2020年第4季落實方案。但受2019冠狀病毒病疫情影響，往返機場的需求量大跌，使此路線遲遲未能投入服務。
2022年9月，政府計劃在北葵涌進行公營房屋發展期間進行道路改善工程，期間需佔用原定A30線位於石排街總站的站位。運輸署於2023年3月提出修訂方案，A30線總站改為梨木樹邨，來回程繞經北葵涌往返機場。
隨著疫情逐漸緩和，以及在區議員不斷爭取下，運輸署署長羅淑佩於2023年5月30日出席荃灣區議會大會時，宣佈A30線於6月25日開辦，並在6月中旬發出有關此線開辦的通告及新聞稿，當中上午繁忙時間去程三個班次及下午繁忙時間回程兩個班次繞經機場博覽館。同年7月23日起，此線往梨木樹方向增停石排街「石排街石歡樓」站。
至於同樣在計劃中建議開辦的NA30線，則於2024年11月24日起投入服務，總站和A30線一樣設於梨木樹邨，兩者於荃葵青的站位完全相同。

## 服務時間及班次
A30線來回方向均提供全日服務，列表如下，當中每日06:15至07:45由梨木樹開出，以及17:15至18:15由機場（地面運輸中心）開出的班次繞經機場博覽館。
| 梨木樹開          | 梨木樹開      | 機場（地面運輸中心）開 | 機場（地面運輸中心）開 |
| 服務時間 （每日） | 班次 （分鐘） | 服務時間 （每日）      | 班次 （分鐘）          |
| ----------------- | ------------- | ---------------------- | ---------------------- |
| 05:20             | 05:20         | 06:00－10:35           | 55                     |
| 05:50－07:05      | 25            | 10:35－15:35           | 60                     |
| 07:05－07:45      | 20            | 15:35－16:15           | 40                     |
| 07:45－09:15      | 30            | 16:15－19:15           | 30                     |
| 09:15－09:55      | 40            | 19:15－20:35           | 40                     |
| 09:55－20:55      | 60            | 20:35－22:35           | 60                     |
| 20:55－23:40      | 55            | 23:20、00:00           | 23:20、00:00           |

NA30線每個方向於每天深宵及清晨在固定時間開出兩班常規班次，列表如下：
| 梨木樹開 | 港珠澳大橋香港口岸開 |
| -------- | -------------------- |
| 04:05    | 00:45                |
| 04:40    | 01:35                |

## 收費
A30線全程收費為$19.8，NA30線全程收費為$34.6，A30回程設有由葵青劇院往梨木樹$4.5之單向分段收費，而NA30回程設有由葵青劇院往梨木樹$22.6之單向分段收費。
兩線設有12歲以下小童及65歲或以上長者半價優惠，惟此線並不受長者及合資格殘疾人士公共交通票價優惠計劃中的$2票價優惠覆蓋。乘客登車時需以現金或八達通卡繳付車資，不設找贖；而每位成人乘客可免費帶同最多兩名四歲以下而且不佔座位的兒童乘車。此外，乘客亦可透過多元化電子支付系統（e度嘟）繳付車資，乘客使用此付款方式不能享有與非九巴／龍運路線之轉乘優惠，亦不能享有「公共交通費用補貼計劃」。

## 行車路線
A30線由梨木樹開出之班次途經和宜合道、昌榮路、青山公路－葵涌段、石排街、大白田街、梨木道、和宜合道、昌榮路、葵涌道、葵益道、興芳路、荃灣路、青荃路、青衣北岸公路、青衣西北交匯處、青嶼幹線、北大嶼山公路、順朗路、赤鱲角路、順暉路、順匯路、赤鱲角路、東榮路、機場路、暢航路、機場路、機場南交匯處及暢連路；由機場（地面運輸中心）開途經暢連路、機場南交匯處、暢連路、航天城交匯處、赤鱲角路、順暉路、順匯路、港珠澳大橋香港口岸公共運輸交匯處、順匯路、赤鱲角路、順朗路、北大嶼山公路、青嶼幹線、青衣西北交匯處、青衣北岸公路、青荃路、荃灣路、興芳路、葵福路、葵芳站公共運輸交匯處、葵義路、葵富路、興芳路、葵興站公共運輸交匯處、葵興路、禾塘咀街、禾葵里、葵涌道、青山公路－葵涌段、石排街、大白田街、梨木道及和宜合道，具體停站請參考資訊框。
NA30線為A30線通宵班次，由梨木樹開出之班次途經和宜合道、昌榮路、青山公路－葵涌段、石排街、大白田街、梨木道、和宜合道、昌榮路、葵涌道、葵益道、興芳路、荃灣路、青荃路、青衣北岸公路、青衣西北交匯處、青嶼幹線、北大嶼山公路、機場路、駿運路交匯處、觀景路、東岸路、機場路、暢航路、機場路、機場南交匯處、暢連路、航天城交匯處、赤鱲角路、順暉路及順匯路；由港珠澳大橋香港口岸開出之班次途經順匯路、赤鱲角路、東榮路、機場路、暢連路、機場（地面運輸中心）巴士總站、暢連路、機場南交匯處、機場路、東岸路、觀景路、駿明路、觀景路、駿運路交匯處、機場路、北大嶼山公路、青嶼幹線、青衣西北交匯處、青衣北岸公路、青荃路、荃灣路、興芳路、葵福路、葵芳站公共運輸交匯處、葵義路、葵富路、興芳路、葵興站公共運輸交匯處、葵興路、禾塘咀街、禾葵里、葵涌道、青山公路－葵涌段、石排街、大白田街、梨木道及和宜合道，具體停站請參考資訊框。